# Korrespondenten
Korrespondenten er en dansk dokumentarfilm fra 2004 skrevet og instrueret af Katrine Borre.

## Handling
Korrespondenten er Lasse Ellegaard. En veteran i dansk journalistik og seniorkorrespondent for Morgenavisen Jyllands-Posten. I efteråret 2003 kørte han i bil gennem fem lande i Mellemøsten for at beskrive de kristne mindretals situation efter terrorangrebet 11. september. Instruktøren Katrine Borre fulgte med og lavede en personlig beskrivelse af rejsen. En rejse ind i journalistikken og Mellemøsten; igennem Tyrkiet, Syrien, Libanon, Jordan, Israel og det palæstinensiske selvstyreområde. »Korrespondenten« er en dokumentarisk roadmovie om Mellemøstens dybt komplicerede problemstillinger, og det er historien om en journalist, der rejser ud med en præmis og undervejs finder ud af, at den må ændres.